# 쿵코
쿵코(스페인어: Cunco)는 칠레 아라우카니아주 카우틴현의 코무나이다. 테무코시에서 남동쪽으로 60킬로미터, 이칼마 인터내셔널 패스에서 서쪽으로 77킬로미터 지점에 위치해 있다.